# Robert Zinner
Robert Zinner (* 26. Februar 1904 in Wien; † 22. Januar 1988 in München, bestattet in Mondsee) war ein österreichischer Berg- und Landschaftsmaler, Grafiker und Alpinist.

## Leben
Robert Zinner wurde 1904 in Wien als Sohn eines Beamten geboren. Zinners Talent zum Malen wurde bereits in den Jugendjahren von Professor Siegfried Stoitzner erkannt. Im Dezember 1920 besuchte Zinner die Nachlassausstellung von Gustav Jahn im Wiener Künstlerhaus. Diese Schau war prägend für den weiteren Weg des heranwachsenden jungen Malers, der fortan den Wunsch hatte, ebenfalls Bergmaler zu werden.
Durch den frühen Tod seines Vaters und die schwierigen Lebensbedingungen in der Zeit um den Ersten Weltkrieg konnte Zinner seinen Wunsch, die Kunstakademie zu besuchen, nicht verwirklichen. Er war gezwungen, einen kaufmännischen Beruf zu erlernen. Seine Tätigkeit als kaufmännischer Angestellter führte in nach Rumänien und Italien. Nach drei Jahren Tätigkeit als Angestellter, gelang es Zinner, sich als Grafiker und Maler selbständig durchzuschlagen. Er erstellte Illustrationen für alpine Zeitschriften und Bücher und zeichnete alpine Anstiegsrouten. Zinners Hauptbestreben lag aber darin, sich in der Malerei zu verwirklichen.
Robert Zinner war Autodidakt. Dachstein-Südwand ist sein erstes großes, alpines Gemälde. Er malte seine Gemälde vorwiegend im Freien vor Ort. Durchschnittlich waren die Bilder in 2–4 Stunden fertig erstellt. Zu Zinner's bevorzugten Malorten gehörten u. a. Südtirol, die Wachau, die Ramsau und das steirische Salzkammergut.
1936 erhält Zinner den Auftrag für ein Plakat zu den neu gebauten Autobahnen in Deutschland. Das futuristisch ausgeführte Plakat wird in deutscher und englischsprachiger Version zu den Olympischen Spielen 1936 veröffentlicht.
1944 bis 1946 lebte Zinner in Ramsau. 1947 erhielt Zinner zusammen mit dem Kunsthistoriker Josef Weingartner den Auftrag für ein Buch über Südtirol. Robert Zinner verlegte für die Arbeiten am Buch seinen Wohnsitz vorübergehend nach Bozen. Er unterhielt in dieser Zeit ein Atelier im Garten des Hotel Greif. Es entstanden neben hunderten von Illustrationen auch großflächige Ölgemälde von den Südtiroler Dolomiten. Das Buch erschien 1950 unter dem Titel „Südtirol: Landschaft, Kunst, Kultur“.
In den folgenden Jahren arbeitete Zinner u. a. in der Wachau, in Süddeutschland und in der Ramsau. Es entstehen zahlreiche Ölbilder und Aquarelle u. a. von den Dachsteinbergen. 1955 erschien das Buch vom Gardasee, verfasst mit dem Kunsthistoriker Franz Hieronymous Riedl, 1956 Meran und das Burggrafenamt, verfasst mit Josef Weingartner, 1957 Die Wachau: romantisches Donauland, 1965 Romantik in Österreich und 1969 Zwischen Rothenburg und Gardasee.
Ab Ende der 60er Jahre wohnte Zinner in Mondsee. Robert Zinner malte bis zu seinem Tode am 22. Januar 1988 zahlreiche Gemälde. 1986 erschien sein letztes Buch Malerisches, romantisches Südtirol.
Werke von Robert Zinner befinden sich heute im Historischen Alpenarchiv der Alpenvereine in Deutschland, Österreich und Südtirol.

## Ausstellungen (Auswahl)
- 1934: Gesamtausstellung in Mailand, gezeigt u. a.: Föhn, Letzte Sonne, Der Aufstieg, Monte Soura, Es taut, Sella, Geislergruppe, Höhenblick, Laserz, Langkofel.
- 1936: Kollektivausstellungen in Innsbruck, Chemnitz, Dresden und Hannover.[5]
- 1956: Ausstellung in Meran[6], gezeigt u. a.: Sella, Langkofel, Drei Zinnen.[7]
- 2003: I colori del Pelmo. Il trono di dio nell' iconografia e nell' arte, Ausstellung in San Vito di Cadore.[8]
- 2004: Robert Zinner 1904–1988, Ausstellung in Ramsau.[9]